# Bohuslavice u Hlučína
Bohuslavice (deutsch: Buslawitz) ist eine Gemeinde im Hultschiner Ländchen im Okres Opava in Tschechien.
Auf einer Fläche von 15,36 km² leben 1570 Einwohner.
Opava liegt 15 km entfernt westlich.
Auf einem Kriegerdenkmal sind die Namen von 91 Gefallenen des Zweiten Weltkrieges vor allem aus den Jahren 1941 bis 1945 aufgeführt.